# St James's
St James's est un quartier du centre de Londres dans le district de la Cité de Westminster. Son nom vient du palais Saint James qui s’y trouve, tout comme St James's Park. Il est traversé par deux artères importantes : Whitehall qui abrite le quartier gouvernemental (Downing Street, ainsi que la plupart des autres ministères) et The Mall, l’avenue triomphale.